# Lambert Karner
Lambert Karner OSB (Geburtsname Ferdinand Karner) (* 19. April 1841 in Kirchberg an der Pielach; † 17. Dezember 1909 in Stift  Göttweig) war niederösterreichischer Pfarrer, Speläologe und Archäologe.

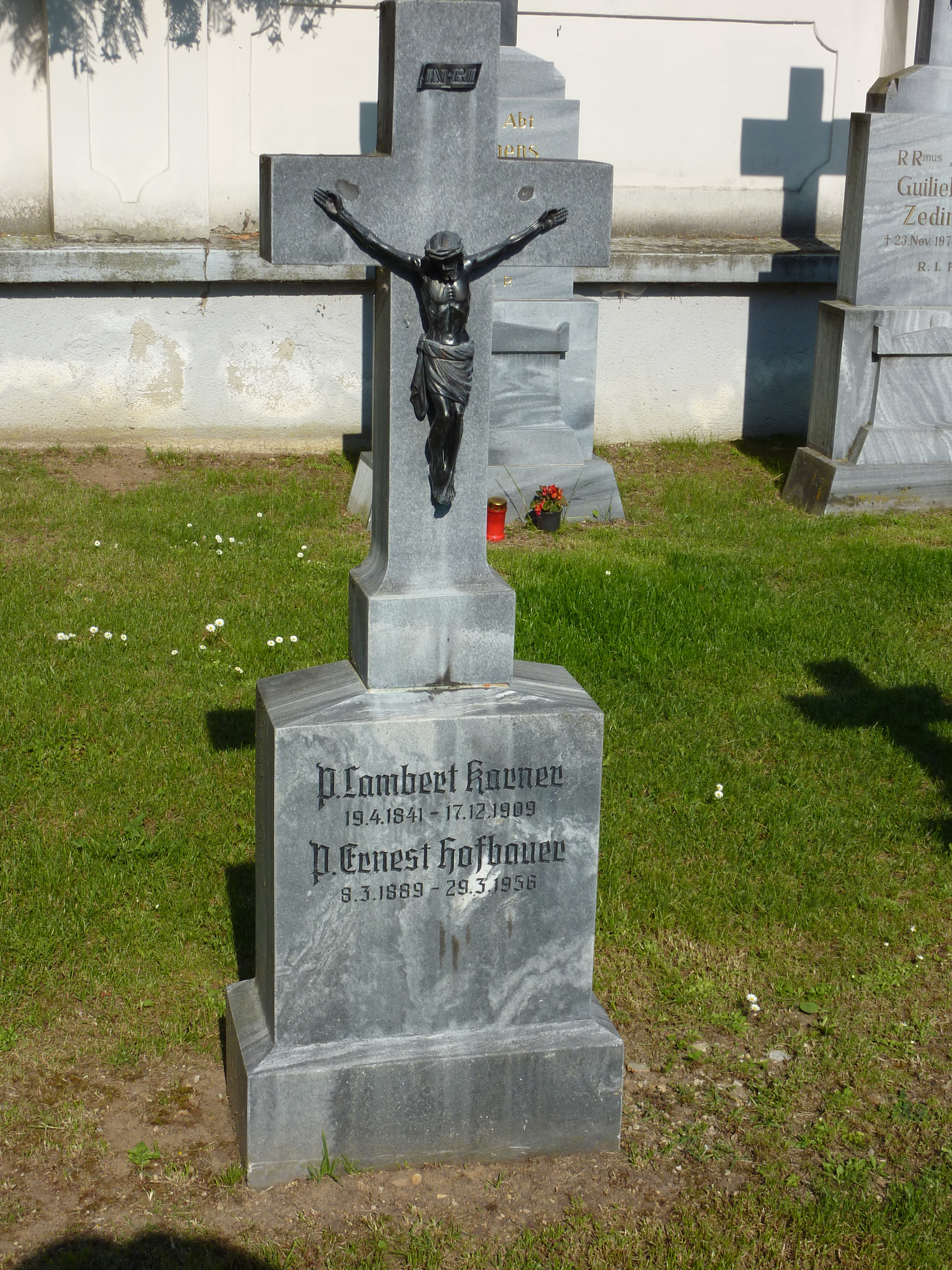
Grab Lambert Karners im Konventfriedhof

## Leben
Ferdinand Karner, Sohn eines Lederermeisters in Kirchberg an der Pielach, wurde mit elf Jahren in das Sängeralumnat (Stiftsschule) im Stift Melk aufgenommen und schloss 1860 das Gymnasium ab. Im gleichen Jahr trat er als Novize in das Stift Göttweig ein, wo er den Ordensnamen Lambert erhielt. 1865 legte er die feierliche Profess ab und wurde zum Priester geweiht. Bis 1874 wirkte Pater Lambert als Kaplan in Göttweig und Mautern, dann als Pfarrer in Roggendorf, in Gösing am Wagram, in Brunnkirchen und in St. Veit an der Gölsen. Neben seinem Beruf widmete er sich der Archäologie und der Urgeschichte. Beispielsweise ist ihm die Bergung der latènezeitlichen Bronzesitula von Kuffern zu verdanken, über die er auch publizierte. Sein eigentliches Forschungsgebiet aber waren die Erdställe, die ihn seit 1878 beschäftigten. Dazu besichtigte er viele hundert Anlagen, über die er in zahlreichen Vorträgen und Aufsätzen berichtete. Landläufig bezeichnete man ihn deshalb als den „Höhlenpfarrer“. Von seinem Hauptwerk über diese künstlichen Höhlen gingen wichtige Impulse für die gesamteuropäische Erdstallforschung aus; es gilt noch heute als grundlegend. Für dieses Werk erhielt er 1904 das Ritterkreuz des Franz-Joseph-Ordens.
Seine musikalischen Fähigkeiten zeigten sich, als er das Gesangstalent von Rosa Papier erkannte und förderte. Die nachmalige Opernsängerin und Gesangspädagogin nannte in ihrer Biographie Pater Lambert ihren ersten Musiklehrer. Weiters setzte er sich nachdrücklich für eine Reform des Kirchengesangs im Sinne des strengen Cäcilianismus ein.
Er publizierte mehr als 60 Schachaufgaben.
Aus einem Brief vom 19. Mai 1909 geht hervor, dass er an einem schweren Leiden erkrankt war und sich gezwungen sah, nach Stift Göttweig zurückzukehren. Im Sterbebuch der Pfarre Göttweig ist „Wirbelkaries“ als Todesursache eingetragen. Am 19. Dezember 1909 wurde er durch Abt Adalbert Dungel auf dem Göttweiger Konventfriedhof begraben; die Grabstelle ist bis heute erhalten.
Die Lambert-Karner-Straße in Furth bei Göttweig wurde nach ihm benannt.

## Schriften
- Ein Grabfeld zu Roggendorf. V. U. M. B., Bezirkshauptmannschaft Ober-Hollabrunn. In: Blätter des Vereines für Landeskunde von Niederösterreich. Neue Folge, Jahrgang 17, 1883, S. 137–140, (Digitalisat).
- Ueber einen Bronzesitula-Fund bei Kuffarn in N. Ö. (Vortrag). In: Mittheilungen der Anthropologischen Gesellschaft in Wien. Sitzungsberichte. Band 21 = Neue Folge, Band 11, 1891, S. [68]–[71], (Digitalisat).
- Der Clerus und die Kirchenmusik. Selbstverlag des Verfassers, Wien 1889.
- Künstliche Höhlen aus alter Zeit. Lechner (in Kommission), Wien 1903, (Nachdruck. Michael Hahn, Dresden 2018, ISBN 978-3-96401-000-1).